# Religione cananea
Quello di religione cananea è il nome dato per il gruppo di antiche religioni semitiche praticate dai Cananei che vissero nell'antico Levante da almeno agli inizi dell'età del bronzo e fino ai primi secoli dell'età volgare.
La religione cananea seguiva il politeismo ed era in alcuni casi monolatrica.

## Credenze

### Divinità
Un gran numero di divinità erano venerate dai seguaci della religione cananea; tra le più importanti e seguite vi erano
- Anat, dea vergine delle guerre e dei conflitti, sorella e compagna putativa di Baal-Hadad
- Athirat, "camminatrice del mare", Dea Madre moglie di El (nota anche come Elat e dopo l'Età del Bronzo come Asherah)
- Athtart, meglio conosciuta con il suo nome greco di Astarte, è colei che assiste Anat nel racconto del mito di Baal
- Attar, dio della stella del mattino (o "figlio del mattino"), che ha cercato di prendere il posto di Baal sceso agli inferi ma non vi è riuscito. Controparte maschile di Athtart.
- Baalat o Baalit, la moglie o controparte femminile di Baal (associata alla sumera Belili)
- Baal-Hadad (letteralmente "padrone del tuono"), dio della tempesta, diventato dio principale (sostituendo El) come descritto nel Ciclo di Baal. Spesso definito come Baalshamin.
- Baal Hammon, dio della fertilità e rinnovatore di tutte le energie. Versione di Baal delle colonie dei fenici lungo il Mediterraneo occidentale come ad esempio a Cartagine.
- Dagon, dio della fertilità delle colture e del grano, padre di Baal Hadad
- Eshmun, dio o, come Baalat-Asclepio, dea della guarigione
- Ishat, dea del fuoco. Lei è stata uccisa da Anat[1][2][3].
- Kotharat, gruppo di dee del matrimonio e della gravidanza
- Kothar-wa-Khasis, l'esperto, il dio dell'artigianato
- Lotan, un essere serpentino dalle sette teste alleato di Yam
- Marqod, dio della Danza
- Melqart, Signore della città, del mondo sotterraneo e del ciclo vegetativo a Tiro
- Moloch o Molech, il dio putativo del fuoco[4].
- Mot o Mawat, dio della morte (non viene adorato e non gli vengono date offerte)
- Nikkal-wa-Ib, dea dei frutteti e della frutta
- Qadesh o Qadeshtu, l'illuminata o "Santa", la dea dell'amore putativo.
- Resheph, dio della peste e della guarigione
- Shahar/Shachar e Shalim, doppie divinità dell'alba e del tramonto, rispettivamente. Shalim era legato agli inferi attraverso la stella della sera e associato con la pace[5].
- Shamayim, (letteralmente "celeste") il dio della volta celeste
- Shapash, traslitterato anche come Shapshu, la dea del sole; a volte identificato con il dio del sole mesopotamico Šamaš/Shemesh[6] il cui genere è contestato[7]
- Sydyk, il dio della giustizia o dei giusti diritti, a volte gemellata con Misor, e legata al pianeta Giove[8][9].
- Yam (letteralmente "marittimo-fluviale") il dio del mare e dei fiumi, [11] anche chiamato Giudice Nahar (giudice del fiume)[10][11][12].
- Yahweh, dio delle montagne
- Yarikh, dio della luna e marito di Nikkal

### Credenze ultraterrene e culto dei morti
I Cananei credevano che dopo la morte fisica l'npš (solitamente tradotto come anima) se ne vada dal corpo in direzione della terra di Mot. I defunti venivano sepolti addobbati con un corredo funerario, oltre ad offerte di cibo e bevande che venivano fatte ai morti al fine di garantire che non avrebbero opposto difficoltà ai vivi. Venivano inoltre venerati i parenti e i membri della propria famiglia morti, in una specie di culto degli antenati, ed a volte veniva loro chiesto aiuto nelle questioni dell'esistenza quotidiana.

### Cosmologia
Nessuna delle tavolette incise rinvenute nel 1929 nella città cananea di Ugarit (distrutta all'incirca nel 1200 a.C.) ha rivelato l'esistenza di una qualche cosmologia religiosa. Qualsiasi idea su ciò è stata spesso ricostruita a partire dai numerosi testi fenici successivi opera di Filone di Biblo (64-141), il quale subì molta dell'influenza greco-romana presente allora in tutta la regione.
Ad Ugarit sarebbe stato conosciuto un pantheon denominato 'ilhm (corrispondente ad Elohim), i figli di El; questa conoscenza è presumibilmente ottenuta da Filone tramite Sanconiatone di Berythus (Beirut).
Il creatore veniva riconosciuto con nome di Elion, che era anche il padre di tutte le successive divinità, mentre nelle fonti greche era sposato con Beruth, la dea protettrice della città di Beirut. Questo matrimonio della principale divinità con la città sembrerebbe avere dei paralleli biblici anche attraverso le storie tra Melqart e Tiro, Chemosh e Moab, Tanit e Ba'al Hammon con Cartagine.
Dall'unione di El Elyon con la sua consorte sono nati il cielo e la terra, Urano e Gea per i Greci.

### Mitologia
Nelle storie del ciclo di Baal il grande dio Baal-Hadad viene sfidato da Yam e riesce a sconfiggerlo, ciò utilizzando due potenti armi magiche prodotte appositamente per lui da Kothar-wa-Khasis. In seguito, appoggiato e con l'aiuto di Athirat e Anat, Baal persuade El di permettergli di costruirsi un palazzo: El approva e il palazzo viene innalzato da Kothar-wa-Khasis.
In seguito Baal sfida Mot, signore dei morti e questi, giunto al suo cospetto se lo ingoia trascinandoselo dietro nel profondo degli inferi. Non essendovi quindi più nessuno a portare la pioggia sulla Terra, inizia una terribile siccità; l'assenza di Baal comincia a farsi sentire e le altre divinità, in special modo El e Anat, rimangono sconvolte apprendendo che Baal è disceso agli inferi. Anat allora discende anch'ella nel mondo dei morti ed attacca Mot con una grande ascia riuscendo a farlo a pezzi, disperdendone poi i resti in lungo e in largo.
Con Mot sconfitto, Baal è in grado di restituire la pioggia al mondo che ne abbisogna e fertilizzare tutto il terreno.